# La battaglia del secolo
La battaglia del secolo (The Battle of the Century) è un film del 1927 diretto da Clyde Bruckman. La prima proiezione pubblica fu il 31 dicembre 1927. Nel 2020 è stato scelto per la conservazione nel National Film Registry della Biblioteca del Congresso degli Stati Uniti

## Trama
Oliver è il manager del peggior pugile del mondo, Stan, conosciuto nell'ambiente sportivo come "Lo straccio umano". Avendo perso l'ennesimo incontro Oliver, sotto consiglio di un assicuratore, assicura Stan con una polizza contro gli infortuni. Grazie alla sua mente geniale, Oliver cerca di procurare un incidente a Stan per incassare i soldi della polizza. Uno dei tentativi è quello di farlo scivolare su una buccia di banana, che prenderà in pieno un garzone di una pasticceria, in breve i due scatenano una battaglia di torte che coinvolgerà un intero quartiere.

## Perdita del film
È tra i primi film di Laurel & Hardy ed uno dei più famosi, ma circa metà film è andata perduta. Questo si deve al fatto che Robert Youngson, preparando il suo Cavalcata della risata (The Golden Age of Comedy) sforbiciò le parti deteriorate della pellicola, ne eliminò i cartelli e invertì anche l'ordine delle sequenze.
I pezzi oggi perduti sono la parte centrale del film e le scene conclusive. Per molto tempo si credette che fosse sopravvissuta soltanto la sequenza della battaglia a torte in faccia; nel 1979 venne poi ritrovato al MOMA di New York il primo rullo dell'incontro di boxe, seppure incompleto.
La versione oggi visibile spiega con dei cartelli e alcune foto le sequenze assenti. Nel DVD Ermitage i due pezzi di film vengono attaccati l'uno all'altro senza spiegarne i punti mancanti, creando confusione allo spettatore. Esiste anche un'altra versione in DVD, nel volume 9 di "The lost films of Laurel & Hardy: the complete collection" della durata di 18 minuti, con più foto e pagine della sceneggiatura, ma senza nemmeno un accompagnamento musicale.

### Ritrovamento del secondo rullo completo
Il 15 giugno 2015 viene annunciato il ritrovamento dell'intero secondo rullo della pellicola in formato 16 mm scovata per caso da un collezionista statunitense.
Grazie al ritrovamento di questo materiale, quasi tutto il film (il 90% circa esclusi un paio di minuti del primo rullo) è visibile al pubblico.
Questa versione è stata proiettata come evento speciale durante la 34ª edizione de "Le giornate del cinema muto" di Pordenone il 9 ottobre 2015.

## Curiosità
- Questo film è stato prodotto dalla Metro Goldwyn Mayer in collaborazione con la Pathé Exchange
- Negli anni '80 il film, nella versione di 10 minuti, è stato distribuito dalla RAI in versione sonorizzata con le voci di Enzo Garinei e Giorgio Ariani, e il commento musicale di Piero Montanari.